# Шангайски бой
Шангайският бой от 14 март до 9 април 1941 година е бой в окръг Шангао в Китай по време на Втората китайско-японска война.
Започва с внезапно нападение на Япония към разположения в Шангао в източна Дзянси щаб на китайската XIX армия. Китайците предприемат тактически отстъпления по три отделни направления, принуждавайки японците да разпръснат силите си, след което контраатакуват. И двете страни претърпяват големи загуби, но японците са отблъснати на североизток към първоначалните си позиции пред Нанчан.